# Массачусетс (залив)
Залив Массачусетс (англ. Massachusetts Bay) — залив Атлантического океана у северо-восточного побережья Северной Америки. Омывает штат Массачусетс, США. Залив Массачусетс считается частью залива Мэн, имеет длину 55 км, и глубину до 93 м. Приливы в заливе полусуточные, до 1,8 м.
На севере залив ограничен полуостровом Кейп-Энн, в южной части расположен залив Кейп-Код, ограниченный одноимённым полуостровом. Западная часть залива носит название Бостонская бухта, в ней располагается город-порт Бостон.
Залив дал название одному из первых поселений в Новой Англии — колонии Массачусетского залива. Большое число заливов на побережье штата Массачусетс дали ему прозвище «Штат Заливов».